# Campeonato Mundial de Voleibol Masculino de 2006
O Campeonato Mundial de Voleibol Masculino de 2006, ou XVI Campeonato Mundial de Voleibol, foi disputado entre 17 de novembro e 3 de dezembro. Como na edição de 1998, o campeonato feminino também foi sediado no Japão.
O Brasil conquistou o bicampeonato mundial, dessa vez confirmando o título vencendo a equipe da Polônia por 3-0.

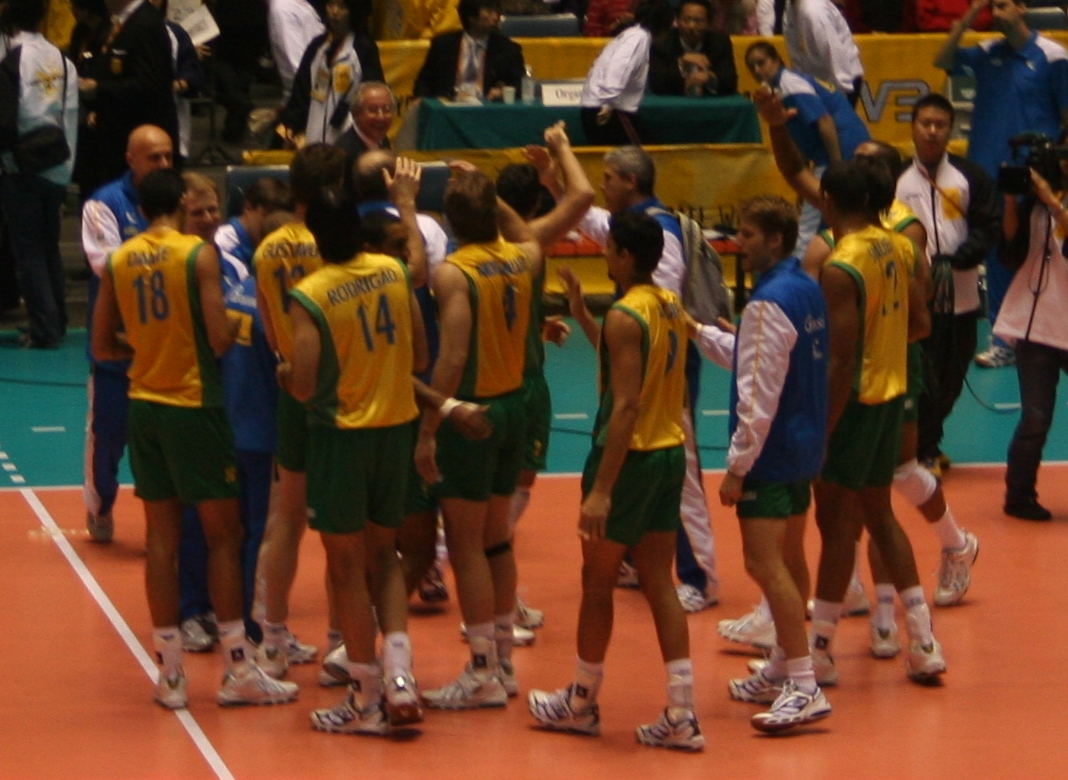
A seleção brasileira conquistou o bicampeonato mundial no Japão.

## Perfil
Para a XVI edição do campeonato mundial, a FIVB decidiu sediar os eventos masculinos e femininos em um mesmo país, numa tentativa de restabelecer a prática que fora adotada nas duas primeiras edições desta competição. Como em 1998, o local escolhido foi o Japão. Os jogos foram realizados ao longo de todo o mês de novembro de 2006 - após, portanto, terem se encerrado as atividades da Liga Mundial e do Grand Prix.

## Inscrições
Foram aceitas inscrições para Campeonato Mundial de 2006 até o dia 18 de junho de 2004. De acordo com a FIVB, foi registrado um número sem precedentes de federações internacionais interessadas em participar do evento: 97 masculinas e 77 femininas, correspondendo a 101 diferentes nações.
No dia 16 de julho de 2004, em Roma, foi realizado o sorteio para definição dos grupos que disputariam as qualificatórias.

## Qualificatórias
Equipes classificadas
| África        | América do Sul             | América do Norte, Central e Caribe    | Ásia                                                 | Europa                                                                            |
| ------------- | -------------------------- | ------------------------------------- | ---------------------------------------------------- | --------------------------------------------------------------------------------- |
| Egito Tunísia | Brasil Argentina Venezuela | Canadá Cuba Estados Unidos Porto Rico | Japão Austrália Cazaquistão China Coreia do Sul Irão | Alemanha Bulgária França Grécia Itália Polónia Chéquia Rússia Sérvia e Montenegro |

## Primeira fase
Na primeira fase as 24 equipes classificadas são distribuídas em quatro grupos com seis equipes cada. As quatro melhores equipes de cada grupo classificam-se para a segunda fase.

### Grupo A -Saitama
Classificação
| Pos | País       | J | V | D | SP | SC | PP  | PC  | Pts |
| --- | ---------- | - | - | - | -- | -- | --- | --- | --- |
| 1   | Polónia    | 5 | 5 | 0 | 15 | 0  | 376 | 312 | 10  |
| 2   | Japão      | 5 | 3 | 2 | 11 | 10 | 488 | 476 | 8   |
| 3   | Argentina  | 5 | 2 | 3 | 9  | 12 | 487 | 485 | 7   |
| 4   | Porto Rico | 5 | 2 | 3 | 9  | 12 | 490 | 493 | 7   |
| 5   | China      | 5 | 2 | 3 | 9  | 13 | 473 | 499 | 7   |
| 6   | Egito      | 5 | 1 | 4 | 8  | 14 | 470 | 519 | 6   |

Resultados
Todos os jogos estão no horário local (UTC+9).
| 17 de novembro | 13:00 | Polónia    | - | China      | 3 - 0 | (25-21,25-20,25-21)             |
| 17 de novembro | 15:00 | Porto Rico | - | Argentina  | 3 - 2 | (19-25,34-32,28-26,21-25,15-13) |
| 17 de novembro | 18:00 | Egito      | - | Japão      | 2 - 3 | (13-25,21-25,26-24,26-24,12-15) |
| 18 de novembro | 13:00 | Argentina  | - | Polónia    | 0 - 3 | (21-25,22-25,22-25)             |
| 18 de novembro | 15:00 | Egito      | - | Porto Rico | 3 - 2 | (27-29,19-25,25-21,25-20,15-12) |
| 18 de novembro | 18:00 | Japão      | - | China      | 2 - 3 | (25-22,22-25,20-25,25-23,13-15) |
| 19 de novembro | 13:00 | China      | - | Argentina  | 2 - 3 | (25-22,21-25,25-17,17-25,15-17) |
| 19 de novembro | 15:00 | Polónia    | - | Egito      | 3 - 0 | (25-13,25-19,26-24)             |
| 19 de novembro | 18:00 | Porto Rico | - | Japão      | 1 - 3 | (23-25,20-25,25-21,34-36)       |
| 21 de novembro | 13:00 | Egito      | - | China      | 2 - 3 | (25-22,25-22,30-32,20-25,16-18) |
| 21 de novembro | 15:00 | Porto Rico | - | Polónia    | 0 - 3 | (22-25,22-25,23-25)             |
| 21 de novembro | 18:00 | Japão      | - | Argentina  | 3 - 1 | (25-16,22-25,27-25,27-25)       |
| 22 de novembro | 13:00 | China      | - | Porto Rico | 1 - 3 | (17-25,13-25,25-21,24-26)       |
| 22 de novembro | 15:00 | Argentina  | - | Egito      | 3 - 1 | (25-18,29-31,25-20,25-20)       |
| 22 de novembro | 18:00 | Polónia    | - | Japão      | 3 - 0 | (25-18,25-21,25-23)             |

### Grupo B -Fukuoka
Classificação
| Pos | País      | J | V | D | SP | SC | PP  | PC  | Pts |
| --- | --------- | - | - | - | -- | -- | --- | --- | --- |
| 1   | Brasil    | 5 | 4 | 1 | 13 | 4  | 418 | 350 | 9   |
| 2   | França    | 5 | 4 | 1 | 13 | 7  | 491 | 466 | 9   |
| 3   | Alemanha  | 5 | 4 | 1 | 13 | 7  | 409 | 391 | 9   |
| 4   | Cuba      | 5 | 2 | 3 | 8  | 11 | 401 | 424 | 7   |
| 5   | Grécia    | 5 | 1 | 4 | 6  | 13 | 408 | 446 | 6   |
| 6   | Austrália | 5 | 0 | 5 | 3  | 15 | 402 | 452 | 5   |

Resultados
| 17 de novembro | 14:00 | Cuba      | - | Brasil    | 1 - 3 | (25-21,19-25,15-25,22-25)       |
| 17 de novembro | 16:00 | Grécia    | - | França    | 1 - 3 | (22-25,22-25,25-22,17-25)       |
| 17 de novembro | 18:00 | Alemanha  | - | Austrália | 3 - 1 | (20-25,25-22,25-21,30-28)       |
| 18 de novembro | 14:00 | Brasil    | - | Grécia    | 3 - 0 | (25-19,25-18,25-16)             |
| 18 de novembro | 16:00 | Austrália | - | França    | 1 - 3 | (23-25,28-30,26-24,24-26)       |
| 18 de novembro | 18:00 | Alemanha  | - | Cuba      | 3 - 0 | (25-14,25-23,25-20)             |
| 19 de novembro | 14:00 | Cuba      | - | Austrália | 3 - 0 | (25-15,25-19,25-20)             |
| 19 de novembro | 16:00 | Grécia    | - | Alemanha  | 0 - 3 | (22-25,26-28,21-25)             |
| 19 de novembro | 18:00 | França    | - | Brasil    | 3 - 1 | (20-25,25-22,25-23,29-27)       |
| 21 de novembro | 14:00 | Cuba      | - | Grécia    | 3 - 2 | (25-19,20-25,25-22,21-25,15-12) |
| 21 de novembro | 16:00 | Austrália | - | Brasil    | 0 - 3 | (19-25,19-25,23-25)             |
| 21 de novembro | 18:00 | Alemanha  | - | França    | 3 - 1 | (22-25,25-21,28-26,25-22)       |
| 22 de novembro | 14:00 | Brasil    | - | Alemanha  | 3 - 0 | (25-13,25-21,25-22)             |
| 22 de novembro | 16:00 | França    | - | Cuba      | 3 - 1 | (25-21,25-19,21-25,25-17)       |
| 22 de novembro | 18:00 | Grécia    | - | Austrália | 3 - 1 | (25-20,25-22,22-25,25-23)       |

### Grupo C -Nagano
Classificação
| Pos | País           | J | V | D | SP | SC | PP  | PC  | Pts |
| --- | -------------- | - | - | - | -- | -- | --- | --- | --- |
| 1   | Bulgária       | 5 | 5 | 0 | 15 | 4  | 449 | 398 | 10  |
| 2   | Itália         | 5 | 4 | 1 | 14 | 6  | 463 | 402 | 9   |
| 3   | Chéquia        | 5 | 2 | 3 | 8  | 9  | 386 | 377 | 7   |
| 4   | Estados Unidos | 5 | 2 | 3 | 8  | 10 | 400 | 420 | 7   |
| 5   | Venezuela      | 5 | 2 | 3 | 8  | 11 | 401 | 433 | 7   |
| 6   | Irão           | 5 | 0 | 5 | 2  | 15 | 350 | 419 | 5   |

Resultados
| 17 de novembro | 14:00 | Itália         | - | Bulgária       | 2 - 3 | (25-20,24-26,16-25,25-16,8-15) |
| 17 de novembro | 16:00 | Chéquia        | - | Irão           | 3 - 0 | (25-23,25-19,25-22)            |
| 17 de novembro | 18:00 | Estados Unidos | - | Venezuela      | 1 - 3 | (18-25,25-20,21-25,18-25)      |
| 18 de novembro | 14:00 | Irão           | - | Venezuela      | 1 - 3 | (20-25,25-23,17-25,20-25)      |
| 18 de novembro | 16:00 | Chéquia        | - | Itália         | 0 - 3 | (22-25,19-25,23-25)            |
| 18 de novembro | 18:00 | Bulgária       | - | Estados Unidos | 3 - 0 | (30-28,25-22,25-21)            |
| 19 de novembro | 14:00 | Estados Unidos | - | Chéquia        | 3 - 1 | (25-16,15-25,25-20,25-23)      |
| 19 de novembro | 16:00 | Venezuela      | - | Bulgária       | 1 - 3 | (25-22,17-25,22-25,17-25)      |
| 19 de novembro | 18:00 | Itália         | - | Irão           | 3 - 1 | (25-15,21-25,25-21,25-19)      |
| 21 de novembro | 14:00 | Irão           | - | Bulgária       | 0 - 3 | (19-25,18-25,23-25)            |
| 21 de novembro | 16:00 | Chéquia        | - | Venezuela      | 3 - 0 | (25-20,25-14,25-19)            |
| 21 de novembro | 18:00 | Itália         | - | Estados Unidos | 3 - 1 | (22-25,25-17,25-22,25-18)      |
| 22 de novembro | 14:00 | Bulgária       | - | Chéquia        | 3 - 1 | (20-25,25-22,25-20,25-21)      |
| 22 de novembro | 16:00 | Estados Unidos | - | Irão           | 3 - 0 | (25-19,25-22,25-23)            |
| 22 de novembro | 18:00 | Venezuela      | - | Itália         | 1 - 3 | (13-25,25-22,21-25,15-25)      |

### Grupo D -Sendai
Classificação
| Pos | País                | J | V | D | SP | SC | PP  | PC  | Pts |
| --- | ------------------- | - | - | - | -- | -- | --- | --- | --- |
| 1   | Sérvia e Montenegro | 5 | 5 | 0 | 15 | 2  | 420 | 339 | 10  |
| 2   | Rússia              | 5 | 4 | 1 | 12 | 3  | 367 | 296 | 9   |
| 3   | Canadá              | 5 | 3 | 2 | 9  | 9  | 403 | 409 | 8   |
| 4   | Tunísia             | 5 | 2 | 3 | 8  | 11 | 406 | 445 | 7   |
| 5   | Coreia do Sul       | 5 | 1 | 4 | 7  | 13 | 433 | 469 | 6   |
| 6   | Cazaquistão         | 5 | 0 | 5 | 2  | 15 | 351 | 422 | 5   |

Resultados
| 17 de novembro | 14:00 | Canadá              | - | Cazaquistão         | 3 - 0 | (25-21,26-24,25-21)             |
| 17 de novembro | 16:00 | Rússia              | - | Sérvia e Montenegro | 0 - 3 | (22-25,18-25,23-25)             |
| 17 de novembro | 18:00 | Tunísia             | - | Coreia do Sul       | 3 - 2 | (25-22,24-26,17-25,28-26,15-13) |
| 18 de novembro | 14:00 | Rússia              | - | Tunísia             | 3 - 0 | (25-15,29-27,25-20)             |
| 18 de novembro | 16:00 | Sérvia e Montenegro | - | Cazaquistão         | 3 - 1 | (25-16,22-25,25-18,25-22)       |
| 18 de novembro | 18:00 | Coreia do Sul       | - | Canadá              | 1 - 3 | (28-26,23-25,16-25,23-25)       |
| 19 de novembro | 14:00 | Cazaquistão         | - | Coreia do Sul       | 1 - 3 | (22-25,25-23,18-25,21-25)       |
| 19 de novembro | 16:00 | Tunísia             | - | Sérvia e Montenegro | 0 - 3 | (21-25,12-25,23-25)             |
| 19 de novembro | 18:00 | Canadá              | - | Rússia              | 0 - 3 | (19-25 20-25 21-25)             |
| 21 de novembro | 14:00 | Tunísia             | - | Canadá              | 2 - 3 | (15-25,29-27,25-21,21-25,13-15) |
| 21 de novembro | 16:00 | Sérvia e Montenegro | - | Coreia do Sul       | 3 - 1 | (25-22,23-25,25-21,25-18)       |
| 21 de novembro | 18:00 | Rússia              | - | Cazaquistão         | 3 - 0 | (25-16,25-18,25-18)             |
| 22 de novembro | 14:00 | Cazaquistão         | - | Tunísia             | 0 - 3 | (19-25,23-25,24-26)             |
| 22 de novembro | 16:00 | Canadá              | - | Sérvia e Montenegro | 0 - 3 | (18-25,18-25,17-25)             |
| 22 de novembro | 18:00 | Coreia do Sul       | - | Rússia              | 0 - 3 | (13-25,21-25,13-25)             |

## Segunda fase
Os resultados obtidos na fase anterior continuam valendo, sendo que as equipes que estavam em um grupo continuam no mesmo grupo para essa fase. Porém os times só enfrentam os adversários que ainda não haviam enfrentado, num total de quatro partidas. As duas melhores equipes classificam-se as semifinais.

### Grupo E -Sendai
Classificação
| Pos | País                | J | V | D | SP | SC | PP  | PC  | Pts |
| --- | ------------------- | - | - | - | -- | -- | --- | --- | --- |
| 1   | Polónia             | 7 | 7 | 0 | 21 | 2  | 556 | 479 | 14  |
| 2   | Sérvia e Montenegro | 7 | 6 | 1 | 18 | 5  | 561 | 479 | 13  |
| 3   | Rússia              | 7 | 5 | 2 | 17 | 6  | 545 | 461 | 12  |
| 4   | Japão               | 7 | 4 | 3 | 12 | 14 | 600 | 607 | 11  |
| 5   | Porto Rico          | 7 | 2 | 5 | 10 | 17 | 625 | 654 | 9   |
| 6   | Canadá              | 7 | 2 | 5 | 7  | 19 | 527 | 605 | 9   |
| 7   | Argentina           | 7 | 1 | 6 | 9  | 20 | 621 | 674 | 8   |
| 8   | Tunísia             | 7 | 1 | 6 | 9  | 20 | 612 | 688 | 8   |

Resultados
Todos os jogos estão no horário local (UTC+9).
| 25 de novembro | 13:00 | Porto Rico | - | Sérvia e Montenegro | 1 - 3 | (18-25,23-25,25-20,23-25)       |
| 25 de novembro | 11:00 | Argentina  | - | Rússia              | 0 - 3 | (18-25,20-25,14-25)             |
| 25 de novembro | 18:00 | Japão      | - | Canadá              | 3 - 1 | (23-25,25-21,25-17,25-22)       |
| 25 de novembro | 15:00 | Polónia    | - | Tunísia             | 3 - 0 | (25-22,25-18,25-23)             |
| 26 de novembro | 15:00 | Porto Rico | - | Rússia              | 0 - 3 | (20-25,16-25,15-25)             |
| 26 de novembro | 11:00 | Argentina  | - | Sérvia e Montenegro | 1 - 3 | (18-25,16-25,26-24,17-25)       |
| 26 de novembro | 18:00 | Japão      | - | Tunísia             | 3 - 2 | (23-25,23-25,25-22,25-23,15-6)  |
| 26 de novembro | 13:00 | Polónia    | - | Canadá              | 3 - 0 | (25-21,25-17,25-17)             |
| 28 de novembro | 11:00 | Porto Rico | - | Canadá              | 3 - 0 | (25-22,25-21,25-16)             |
| 28 de novembro | 13:00 | Argentina  | - | Tunísia             | 3 - 2 | (25-20,25-27,21-25,25-21,15-12) |
| 28 de novembro | 18:00 | Japão      | - | Sérvia e Montenegro | 0 - 3 | (26-28,16-25,21-25)             |
| 28 de novembro | 15:00 | Polónia    | - | Rússia              | 3 - 2 | (19-25,19-25,25-22,25-20,15-11) |
| 29 de novembro | 13:00 | Porto Rico | - | Tunísia             | 2 - 3 | (40-38,26-28,25-16,22-25,11-15) |
| 29 de novembro | 11:00 | Argentina  | - | Canadá              | 2 - 3 | (25-19,25-18,21-25,20-25,13-15) |
| 29 de novembro | 18:00 | Japão      | - | Rússia              | 0 - 3 | (20-25,18-25,20-25)             |
| 29 de novembro | 15:00 | Polónia    | - | Sérvia e Montenegro | 3 - 0 | (28-26,25-19,25-19)             |

### Grupo F -Hiroshima
Classificação
| Pos | País           | J | V | D | SP | SC | PP  | PC  | Pts |
| --- | -------------- | - | - | - | -- | -- | --- | --- | --- |
| 1   | Brasil         | 7 | 6 | 1 | 19 | 5  | 589 | 510 | 13  |
| 2   | Bulgária       | 7 | 6 | 1 | 19 | 9  | 645 | 601 | 13  |
| 3   | França         | 7 | 5 | 2 | 18 | 12 | 679 | 640 | 12  |
| 4   | Itália         | 7 | 4 | 3 | 16 | 11 | 606 | 564 | 11  |
| 5   | Estados Unidos | 7 | 3 | 4 | 12 | 15 | 579 | 619 | 10  |
| 6   | Alemanha       | 7 | 2 | 5 | 10 | 16 | 577 | 609 | 9   |
| 7   | Chéquia        | 7 | 1 | 6 | 6  | 19 | 565 | 602 | 8   |
| 8   | Cuba           | 7 | 1 | 6 | 6  | 19 | 523 | 618 | 8   |

Resultados
Todos os jogos estão no horário local (UTC+9).
| 25 de novembro | 13:00 | Brasil   | - | Estados Unidos | 3 - 0 | (25-19,25-18,25-23)             |
| 25 de novembro | 15:00 | França   | - | Chéquia        | 3 - 0 | (25-19,25-23,25-18)             |
| 25 de novembro | 18:00 | Alemanha | - | Itália         | 0 - 3 | (23-25,22-25,16-25)             |
| 25 de novembro | 11:00 | Cuba     | - | Bulgária       | 0 - 3 | (22-25,18-25,20-25)             |
| 26 de novembro | 13:00 | Brasil   | - | Chéquia        | 3 - 0 | (25-22,25-20,26-24)             |
| 26 de novembro | 11:00 | França   | - | Estados Unidos | 3 - 2 | (17-25,25-12,24-26,25-17,15-11) |
| 26 de novembro | 15:00 | Alemanha | - | Bulgária       | 1 - 3 | (22-25,25-23,20-25,18-25)       |
| 26 de novembro | 18:00 | Cuba     | - | Itália         | 1 - 3 | (20-25,15-25,25-23,15-25)       |
| 28 de novembro | 15:00 | Brasil   | - | Itália         | 3 - 0 | (25-23,25-20,25-20)             |
| 28 de novembro | 11:00 | França   | - | Bulgária       | 2 - 3 | (25-23,25-22,22-25,22-25,10-15) |
| 28 de novembro | 13:00 | Alemanha | - | Estados Unidos | 2 - 3 | (28-30,25-15,26-24,24-26,13-15) |
| 28 de novembro | 18:00 | Cuba     | - | Chéquia        | 3 - 1 | (31-29,26-24,24-26,26-24)       |
| 29 de novembro | 13:00 | Brasil   | - | Bulgária       | 3 - 1 | (25-22,20-25,25-22,25-16)       |
| 29 de novembro | 18:00 | França   | - | Itália         | 3 - 2 | (25-23,25-17,17-25,23-25,15-10) |
| 29 de novembro | 15:00 | Alemanha | - | Chéquia        | 1 - 3 | (23-25,27-25,21-25,13-25)       |
| 29 de novembro | 11:00 | Cuba     | - | Estados Unidos | 0 - 3 | (22-25,17-25,22-25)             |

## Fase final
Todos os jogos estão no horário local (UTC+9).

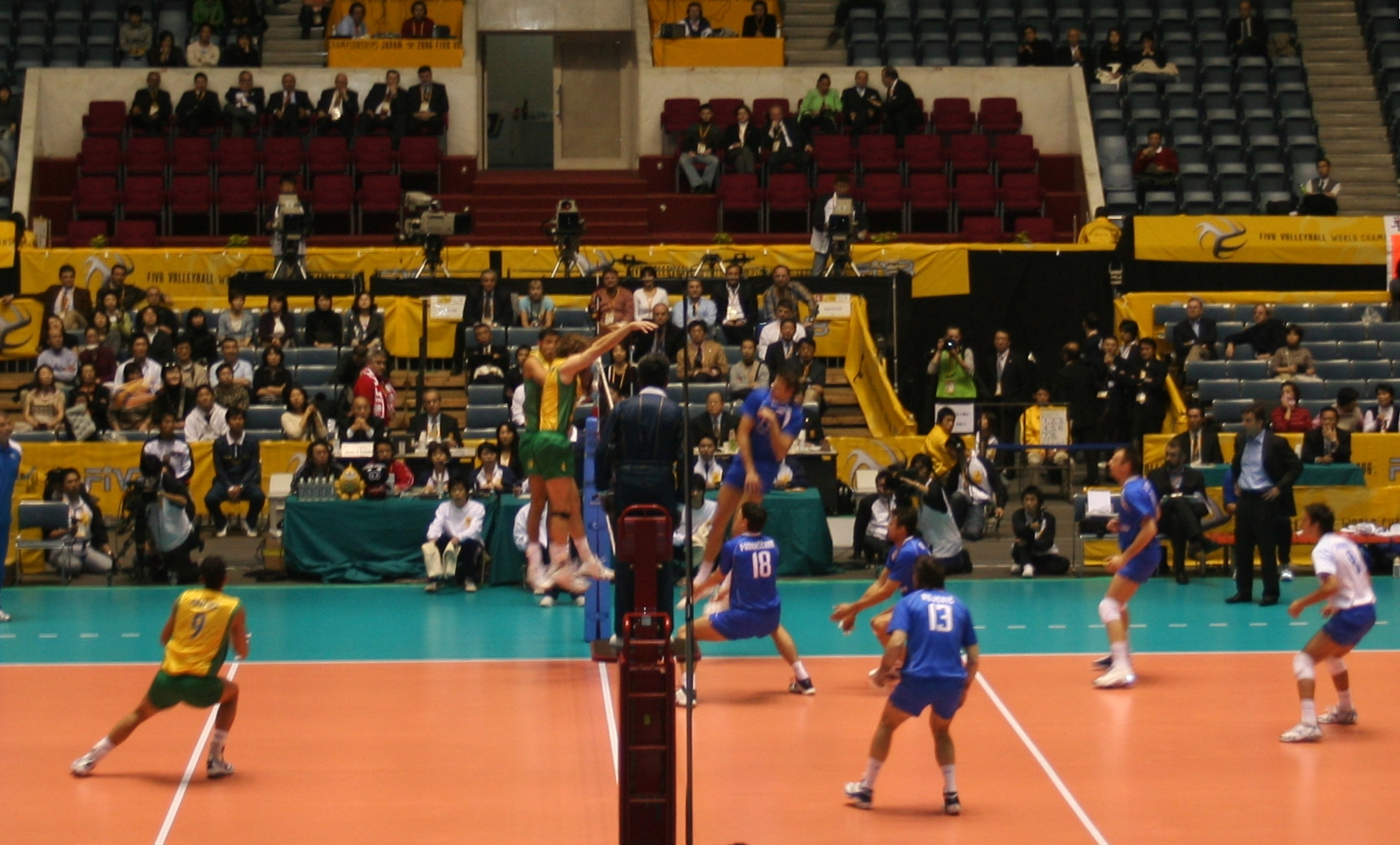
Bloqueio do Brasil contra Sérvia e Montenegro durante a semifinal.

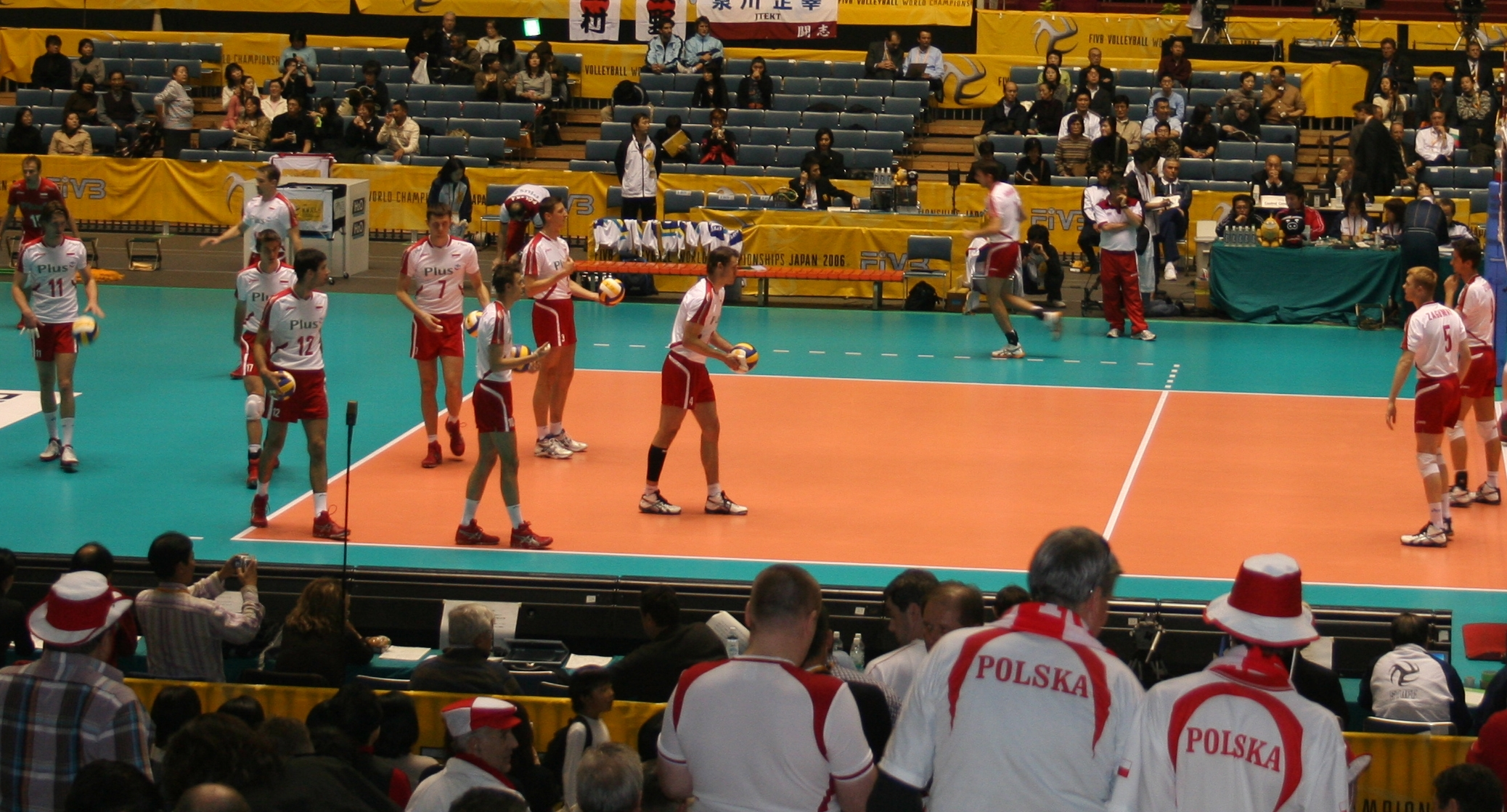
Poloneses em aquecimento antes do duelo contra a Bulgária pela semifinal.

|  | Semi-finais                | Semi-finais                |              |                            | Final                      | Final           |  |
|  |                            |                            |              |                            |                            |                 |  |
|  | 2 dez 2006, 15:00 – Tóquio |                            |              |                            |                            |                 |  |
|  | Polónia                    | 3 [25 26 25 25]            |              |                            |                            |                 |  |
|  | Bulgária                   | 1 [20 28 23 23]            |              |                            |                            |                 |  |
|  |                            |                            |              |                            |                            |                 |  |
|  |                            |                            |              |                            | 3 dez 2006, 19:30 – Tóquio |                 |  |
|  |                            |                            |              |                            | Polónia                    | 0 [12 22 17]    |  |
|  |                            | Brasil                     | 3 [25 25 25] |                            |                            |                 |  |
|  |                            |                            |              |                            |                            |                 |  |
|  |                            |                            |              |                            |                            |                 |  |
|  |                            |                            |              |                            | 3º lugar                   |                 |  |
|  | 2 dez 2006, 12:30 - Tóquio | 2 dez 2006, 12:30 - Tóquio |              | 3 dez 2006, 14:30 - Tóquio | 3 dez 2006, 14:30 - Tóquio |                 |  |
|  | Brasil                     | 3 [25 15 25 25]            |              | Bulgária                   | 3 [22 25 25 25]            |                 |  |
|  | Sérvia e Montenegro        | 1 [19 25 22 12]            |              |                            | Sérvia e Montenegro        | 1 [25 23 23 23] |  |

|  | 5º-8º lugar                | 5º-8º lugar                |              |                            | 5º lugar                   | 5º lugar        |  |
|  |                            |                            |              |                            |                            |                 |  |
|  | 2 dez 2006, 18:00 – Tóquio |                            |              |                            |                            |                 |  |
|  | Rússia                     | 0 [23 22 20]               |              |                            |                            |                 |  |
|  | Itália                     | 3 [25 25 25]               |              |                            |                            |                 |  |
|  |                            |                            |              |                            |                            |                 |  |
|  |                            |                            |              |                            | 3 dez 2006, 15:00 – Tóquio |                 |  |
|  |                            |                            |              |                            | Itália                     | 3 [25 25 30]    |  |
|  |                            | França                     | 0 [19 17 28] |                            |                            |                 |  |
|  |                            |                            |              |                            |                            |                 |  |
|  |                            |                            |              |                            |                            |                 |  |
|  |                            |                            |              |                            | 7º lugar                   |                 |  |
|  | 2 dez 2006, 18:00 - Tóquio | 2 dez 2006, 18:00 - Tóquio |              | 3 dez 2006, 18:00 - Tóquio | 3 dez 2006, 18:00 - Tóquio |                 |  |
|  | França                     | 3 [25 25 25 25]            |              | Rússia                     | 3 [25 22 25 25]            |                 |  |
|  | Japão                      | 1 [23 27 18 12]            |              |                            | Japão                      | 1 [18 25 18 17] |  |

|  | 9º-12º lugar               | 9º-12º lugar               |                    |                            | 9º lugar                   | 9º lugar           |  |
|  |                            |                            |                    |                            |                            |                    |  |
|  | 2 dez 2006, 16:00 – Tóquio |                            |                    |                            |                            |                    |  |
|  | Porto Rico                 | 1 [19 25 19 18]            |                    |                            |                            |                    |  |
|  | Alemanha                   | 3 [25 23 25 25]            |                    |                            |                            |                    |  |
|  |                            |                            |                    |                            |                            |                    |  |
|  |                            |                            |                    |                            | 3 dez 2006, 13:00 – Tóquio |                    |  |
|  |                            |                            |                    |                            | Alemanha                   | 3 [25 25 25 20 17] |  |
|  |                            | Estados Unidos             | 2 [17 18 27 25 15] |                            |                            |                    |  |
|  |                            |                            |                    |                            |                            |                    |  |
|  |                            |                            |                    |                            |                            |                    |  |
|  |                            |                            |                    |                            | 11º lugar                  |                    |  |
|  | 2 dez 2006, 14:00 - Tóquio | 2 dez 2006, 14:00 - Tóquio |                    | 3 dez 2006, 12:00 - Tóquio | 3 dez 2006, 12:00 - Tóquio |                    |  |
|  | Estados Unidos             | 3 [25 24 12 25 15]         |                    | Porto Rico                 | 1 [17 25 22 21]            |                    |  |
|  | Canadá                     | 2 [21 26 25 21 09]         |                    |                            | Canadá                     | 3 [25 18 25 25]    |  |

## Classificação final
| 1 | 2 | 3 |
| Brasil Marcelo Elgarten · André Heller · Gilberto Godoy Filho · Murilo Endres · André Nascimento · Sérgio Dutra Santos · Anderson Rodrigues · Samuel Fuchs · Gustavo Endres · Rodrigo Santana · Ricardo Garcia · Dante Amaral · Técnico: Bernardo Rezende | Polônia Michal Winiarski Piotr Gruszka Daniel Plinski Pawel Zagumny Wojciech Grzyb Lukasz Zygadlo Mariusz Wlazly Lukasz Kadziewicz Grzegorz Szymanski Sebastian Swiderski Piotr Gacek Michal Bakiewicz Técnico: Raúl Lozano | Bulgária Evgeni Ivanov Hristo Tsvetanov Andrey Zhekov Boyan Yordanov Ivan Zarev Matey Kaziyski Vladimir Nikolov Teodor Salparov Krasimir Gaydarski Todor Aleksiev Plamen Konstantinov Daniel Peev Técnico: Martin Stoev |

| 4  | Sérvia e Montenegro |
| 5  | Itália              |
| 6  | França              |
| 7  | Rússia              |
| 8  | Japão               |
| 9  | Alemanha            |
| 10 | Estados Unidos      |
| 11 | Canadá              |
| 12 | Porto Rico          |
| 13 | Argentina           |
|    | Chéquia             |
| 15 | Cuba                |
|    | Tunísia             |
| 17 | China               |
|    | Grécia              |
|    | Coreia do Sul       |
|    | Venezuela           |
| 21 | Austrália           |
|    | Egito               |
|    | Irão                |
|    | Cazaquistão         |

## Prêmios individuais
| Gilberto Godoy Filho (Giba) | Brasil     | MVP (Most Valuable Player) |
| Héctor Soto                 | Porto Rico | Melhor pontuador           |
| Dante Amaral                | Brasil     | Melhor atacante            |
| Alexey Kuleshov             | Rússia     | Melhor bloqueador          |
| Matey Kaziyski              | Bulgária   | Melhor sacador             |
| Alexey Verbov               | Rússia     | Melhor líbero              |
| Pawel Zagumny               | Polónia    | Melhor levantador          |